# Elsa Hill-Lindquist
Elsa Hill-Lindquist, född 8 december 1896 i Göteborg, död 28 juli 1987, var en svensk målare.
Hill-Lindquist var dotter till direktören Herman Lindquist och Maggie Hill, och gift första gången 1918-1935 med direktören Juan Morales och andra gången från 1942 med konstnären Wassily Kachenko. Hill-Lindquist studerade konst för Hugo Troendle och Huberburke i München 1936-1938 samt för Emmanuel Fougerat och Lucien Simon i Paris 1939, samt under studieresor till Florens. Hon medverkade i decemberutställningarna på Göteborgs konsthall och ställde tillsammans med sin man ut på Olsens konstsalong i Göteborg. Hennes konst består av stilleben, figurer, porträttbilder och landskap i olja, pastell eller gouache.